# IC 24
IC 24 ist ein Doppelstern im Sternbild Andromeda am Nordsternhimmel, der am 10. Oktober 1890 von dem französischen Astronomen Guillaume Bigourdan entdeckt wurde. Der dänisch-irische Astronom Johan Ludvig Emil Dreyer vermutete hierbei, dass es sich um einen Nebel handelt.